# Miami (Volk)

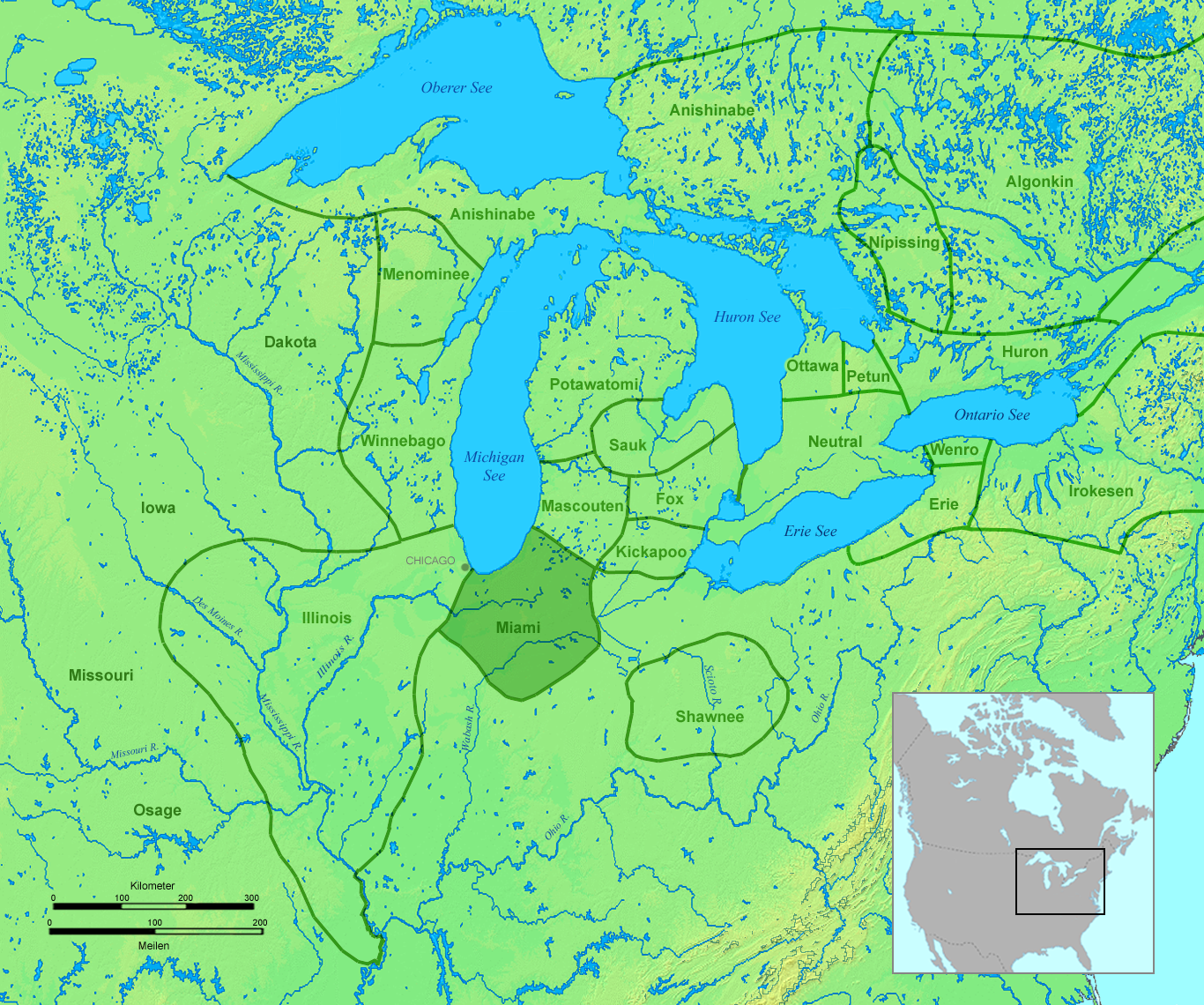
Wohn- und Jagdgebiet der Miami vor 1650

Die Miami bzw. Myaamiaki oder Miami-Konföderation waren eine lose Konföderation mindestens sechs algonkinsprachiger Indianerstämme, deren Stammesgebiet zu Beginn des 17. Jahrhunderts sich südlich des Michigansees über große Teile des heutigen US-Bundesstaats Indiana sowie der angrenzenden Gebiete von Illinois und Ohio im Mittleren Westen erstreckte. Die „Miami / Myaamiaki“ sind nicht mit den weder ethnisch noch sprachlich verwandten Mayaimi (Maymi/Maimi) im Gebiet rund um den Lake Mayaimi (Lake Okeechobee) im südlichen Florida zu verwechseln.

## Sprache, Namen, Stammesgebiet und zugehörige Stämme

### Sprache
Als Ende des 17. Jahrhunderts die ersten französischen Siedler kamen, trafen sie im Gebiet der heutigen Staaten Ohio, Indiana, Illinois, Michigan, Wisconsin und Arkansas auf Stämme die alle Dialekte einer gemeinsamen Sprache sprachen: die „Miami/Myaamiaki“ entlang des Wabash River (Waapaahšiki siipiiwi) („weißglänzender, scheinender Fluss“) und die „Illinois/Inoca“ entlang des Illinois River (Inoka Siipiiwi) („Fluss der Inoka, d. h. der Illinois“). Die Sprache unterteilte sich in einen „Illinois/Inoca“-Dialekt sowie in einen „Miami/Myaamiaki“-Dialekt und ist daher meist mit unter dem Sammelbegriff „Miami-Illinois“ bekannt. Der einzige Unterschied zwischen den beiden Dialekten war die Aussprache der Wörter bzw. die Lautdauer gesprochener Vokale, die „Illinois/Inoca“ sprachen mit einem „kurzen“ Akzent bzw. Vokalquantität, während die „Miami/Myaamiaki“ langsamer sprachen und daher einen „langen“ Akzent aufwiesen. Zudem hatte seit Erstkontakt mit Sprechern der „Miami-Illinois“-Sprache eine Lautveränderung von r /ɹ/ zu l /l/ stattgefunden, die spätestens im 18. Jhd. abgeschlossen war.

### Namen
Die heute übliche Stammesbezeichnung „Miami/Myaamiaki“ leitet sich aus einer Sprache benachbarter algonkinsprachiger Stämmen ab und bedeutet „Volk, das flussabwärts lebt“ (wobei bis heute nicht geklärt ist, welcher Fluss hiermit gemeint ist). Die so bezeichneten Stämme und Bands übernahmen bald ebenfalls diese Bezeichnung als ihr Autonym und nannten sich Myaamiaki („Volk, das flussabwärts lebt“, Einzahl: Myaamia) in der Miami-Illinois-Sprache, dieser Name wurde auch von den Europäern aufgegriffen und in ihre jeweilige Sprachen übernommen. Manche Quellen behaupten, sie hätten sich Twightwee (oder Twatwa) genannt, angeblich ein lautmalerischer Verweis auf ihren heiligen Vogel, den Kanadakranich (auch Sandhügelkranich, in Miami-Illinois: Cecaahkwa). Neuere Forschungen ergaben jedoch, dass Twightwee sich von Tuwéhtuwe aus der Sprache der Lenni Lenape für die Miami ableitet. Eine heute noch übliche und von den Miami benutzte Bezeichnung war und ist Mihtohseeniaki („das Volk“, Einzahl: Mihtohseenia – „Mensch“, „Person“), es könnte sich hierbei sogar um ihre ursprüngliche Stammesbezeichnung handeln, da viele indigene Völker sich einfach als „das Volk, die Menschen“ bezeichneten.

### Stammesgebiet
Zu Beginn des europäischen Kontakts und vermutlich auch schon einige Zeit vorher lebten die Miami sprechenden Stämme am Südende des Michigansees, vom Saint Joseph River im Norden bis zum Vermilion River im nördlichen Illinois. Zu Beginn des achtzehnten Jahrhunderts zogen sie in den Einzugsbereich des Wabash Rivers. Die Wea und Piankashaw wurden um 1820 nach Missouri und 1832 zum Marais des Cygnes River im östlichen Kansas umgesiedelt, wo sie mit den Resten der Illinois zusammengeführt wurden. Diese Gruppe musste schließlich ins nordöstliche Oklahoma umziehen und bildete hier den Miami Tribe of Oklahoma. Die meisten Miami blieben jedoch in Indiana. Rund 600 Stammesmitglieder zogen 1846 nach Kansas und wurden nach dem Bürgerkrieg nach Oklahoma umgesiedelt. Die Nachkommen der Miami, die im nördlichen Indiana geblieben waren, nennen sich heute die Miami Nation of Indiana.

### Stämme der Miami
Französischen Aufzeichnungen aus dem siebzehnten Jahrhundert zufolge gab es insgesamt sechs Stämme, die häufig kollektiv als „Miami“ bezeichnet wurden, diese waren wiederum in mehrere Bands unterteilt. Die Stammes- bzw. Bandnamen leiteten sich meist von der Ortslage ihres Sommerdorfs, des bevorzugten Jagdgebiets, von einer charakteristischen Eigenschaft oder ihrem jeweiligen Häuptling ab.
- Atchatchakangouen, Atchakangouen, (Sandhill) Crane Band oder Greater Miami (Eigentliche Miami) (der Name leitet sich vermutlich von einer Ojibwe-Übersetzung für Cecaahkwa (Plural: Cecaahkwaki) der Miami-Illinois-Bezeichnung für ihren heiligen Vogel – den Kanadakranich (Sandhügelkranich) ab; die größte und politisch bedeutendste Band, ihre Hauptstadt – eine Ansammlung von mehreren verstreuten Siedlungen – war Kekionga / Kiihkayonki („Ort des Brombeeren-Strauchs“) am Zusammenfluss vom St. Joseph River (Kociihsa Siipiiwi) („Bohnen-Fluss“) und St. Marys River (Nameewa Siipiiwi/Mameewa Siipiiwi) („Fluss des Atlantischen Störs“) zum Maumee River (Taawaawa Siipiiwi) („Fluss der Händler, d. h. der Odawa“) am Rande des Great Black Swamp in Indiana. Kekionga / Kiihkayonki war auf Grund seiner Lage auch als Saakiiweeki Taawaawa Siipiiwi („Zusammenfluss/Mündung in/zum Maumee River“)[5] bekannt und die traditionelle Hauptstadt der Miami-Konföderation, wo der Stammesrat abgehalten wurde, daher nannten die Europäer diese auch einfach “the Miami Towns” oder “Miamitown”)
- Kilatika, Kilatak, Kiratika, später von den Briten als Eel River Miami Band bezeichnet; Eigenbezeichnung: Kineepikomeekwaki („Volk entlang des Snake-Fish-River, d. h. Eel River“, ihr Hauptdorf Kineepikwameekwa / Kenapekwamakwah / Kenapocomoco – “Snake-Fish-Town” oder “Eel River Village”[6], wechselte im Laufe der Jahrzehnte öfter zwischen dem Oberlauf des Eel River (Kineepikwameekwa Siipiiwi) („Aal–Fluss“) (nahe Logansport, Indiana) bis zu dessen Mündung in den Wabash River (Waapaahšiki Siipiiwi) („hell, weiß glänzender Fluss“) (nahe Columbia City, Indiana) im Norden Indianas, zur Zeit der Franzosen wurde das Hauptdorf der damals noch als Kilatika / Kiratika bezeichneten Band am Zusammenfluss der Flüsse Kankakee River und Des Plaines River zum Illinois River ca. 16 km südwestlich des heutigen Joliet in Illinois verzeichnet)
- Mengakonkia oder Mengkonkia
- Pepikokia, Pepicokea, Tepicon, Tippecanoe; Eigenbezeichnung: Kiteepihkwana (ihr gleichnamiges Hauptdorf Kithtippecanuck / Kiteepihkwana („Ort des Büffelfisch“) wechselte oftmals zwischen dem Oberlauf (östlich von Old Tip Town, Indiana) des Tippecanoe River (Kiteepihkwana siipiiwi) („Fluss des Büffelfischs“) und dessen Mündung (nahe Lafayette, Indiana) in den Wabash River seinen Standort, manchmal auch als Nation de la Gruë (nach einem Häuptling bzw. dem führenden Clan benannt) oder als Miamis of Meramec River bekannt, der Name bezieht sich wahrscheinlich auf eine Miami-Illinois-sprachige Band Myaarameekwa („Katzenwelse Band, wörtlich: Hässlicher Fisch Band“) entlang des Meramec River („Fluss der hässlichen Fische“)[7][8])
- Piankashaw, Piankashaw, Pianguichia; Eigenbezeichnung: Peeyankihšiaki („jene die sich absonderten“, lebten in mehreren Dörfern entlang des White River im Westen Indianas, des Vermilion Rivers und Wabash Rivers in Illinois sowie später entlang des Great Miami Rivers im Westen Ohios, ihre erste Hauptsiedlung Peeyankihšionki („Ort der Peeyankihšiaki/Piankashaw“) wurde am Zusammenfluss des Vermilion River (Peeyankihšiaki Siipiiwi) („Fluss der Peeyankihšiaki/Piankashaw“) mit den Wabash River errichtet (nahe Cayuga, Indiana) – eine kleinere Siedlung lag am Zusammenfluss beider Hauptarme des Vermillion Rivers (nahe Danville, Illinois)[9], die zweite bedeutende Siedlung Aciipihkahkionki („Ort der essbaren Wurzeln“) wurde oberhalb der Mündung des Embarras River in den Wabash River errichtet (nahe Vincennes, Indiana), eine weitere Siedlung namens Pinkwaawilenionki / Pickawillany („Ort des Asche-Volks“) entstand entlang des Great Miami River (Ahsenisiipi) („felsiger, steiniger Fluss“) und entwickelte sich zum heutigen Piqua im Westen Ohios)[10]
- Wea, Wiatonon, Ouiatanon oder Ouaouiatanoukak; Eigenbezeichnung: Waayaahtanooki („Volk am Wasserstrudel“, da ihr Hauptdorf Waayaahtanonki („am Ort des Wasserstrudels“) – auch Waayaahtanwa genannt – nahe einem Strudel im Flusslauf lag. Unter der Bezeichnung „Ouiatanon“ verstand man das ganze Stammesgebiet der Wea im Mittleren Wabash Valley zwischen dem Eel River im Norden und dem Vermilion River im Süden sowie eine Sammelbezeichnung für die insgesamt fünf Wea-Dörfer, von denen jedoch das „eigentliche“ Quiatanon an der Mündung des Wea Creek in den Wabash River das Hauptdorf war[11])[12]

Im frühen achtzehnten Jahrhundert verloren eine Anzahl der Stämme ihre Identität und schließlich blieben nur noch die Eigentlichen Miami, die Piankashaw und die Wea übrig. Diese Stämme waren sich ihrer gemeinsamen Herkunft bewusst. Die Miami fühlten sich als die älteren Brüder der anderen Stämme, doch jeder von ihnen war vollständig unabhängig.
Mitte des achtzehnten Jahrhunderts bestanden die Miami aus drei Bands, deren französische Bezeichnungen wie folgt lauteten:
- Le Pied Froid Band (auch bekannt als „Cold Feet“, benannt nach dem führenden Häuptling der „Atchatchakangouen Band“ von der Miami-Hauptstadt Kekionga / Kiihkayonki, dieser verlor jedoch zusehends seine politische Macht an den Briten-freundlichen Piankashaw-Häuptling Meemeehšihkia / Memeskia und zog mit dem Großteil seiner Gefolgschaft ebenfalls zum Great Miami River – so dass in dieser Zeit die alte Hauptstadt stark an Bedeutung verlor)
- La Demoiselle Band (benannt nach Meemeehšihkia / Memeskia, „La Demoiselle“ oder „Old Briton“, einem den Franzosen feindlich gesinnten Häuptling der Piankashaw, der nach einem Überfall auf diese, seine Anhänger nach Osten in die Nähe des von den Briten kontrollierten Ohio-Gebiets führte und entlang des Great Miami River (Ahsenisiipi) eine neue Siedlung namens Pinkwaawilenionki / Pickawillany („Ort des Asche-Volks“) etablierte, das heutige Piqua im Westen Ohios, die hier siedelnden verschiedenen Miami-Gruppen – Piankashaw, Wea, Atchatchakangouen – wurden von den anderen Stammesangehörigen bald nach ihrem Hauptdorf als Pinkwaawilenia oder Pinkwi Mihtohseenia („Asche-Volk“) bezeichnet, Pinkwaawilenionki / Pickawillany wurde ein bedeutender Handelsposten und Siedlungsort, der versuchte zwischen den Briten-freundlichen Algonkin-Stämmen des Ohio Rivers – Shawnee und Delaware sowie die diese dominierenden Irokesen – und den immer noch treu zu den Franzosen stehenden Miami und Algonkin-Stämmen der Großen Seen im Westen und Norden – eine Vermittlerrolle einzunehmen und somit den Handel zu kontrollieren)[13][14] und
- Tepicon Miami Band (die „Pepikokia / Kiteepihkwana Band“ entlang des Tippecanoe Rivers).

Am Ende des Jahrhunderts lebte eine Band bei Fort Miamis, die zweite am nördlichen Eel River und die dritte Band bei Tippecanoe. Die Wea und Piankashaw setzten sich jeweils aus mindestens zwei Bands zusammen.
Während des 19. Jahrhunderts unterzeichneten die Miami, Wea, Eel River und Piankashaw mehrere Verträge mit den Vereinigten Staaten, die Landabtretungen, jährliche Entschädigungszahlungen, Jagd- und Fischrechte der Stämme regelten und zugleich auch die offizielle Anerkennung als eigenständige und politisch handelnde Stämme seitens er US-Regierung bedeutete.

## Externe Beziehungen
Trotz der kulturellen Verwandtschaft waren die Beziehungen zu den Illinois nicht sehr eng. Zur Zeit des ersten europäischen Kontakts bestanden besonders freundschaftliche Kontakte zu den Kickapoo und Mascouten, mit denen einige Miami sogar gemeinsam ein Dorf bewohnten. Dieses Verhältnis setzte sich auch später fort, als beide Stämme den Miami ins Flussgebiet des Wabash Rivers folgten. Im frühen achtzehnten Jahrhundert siedelten einige Mascouten bei den Piankashaw und etwas später zog eine gemischte Gruppe von Kickapoo und Mascouten in die Nähe der Wea. Mitte des achtzehnten Jahrhunderts bewohnten Potawatomi und Miami gemeinsam deren ehemaliges Territorium südlich des Michigansees. Während und nach dem Amerikanischen Unabhängigkeitskrieg lebten die Miami mit geflüchteten Shawnee, Delaware und anderen Gruppen ebenfalls in dieser Region.
Im siebzehnten Jahrhundert wurden die Miami im Verlauf der Biberkriege von den Irokesen mehrfach angegriffen, eine Gefahr, die erst mit dem Friedensvertrag von 1701 gebannt wurde. Auch mit den Dakota gab es zahlreiche kriegerische Auseinandersetzungen, die erst nach dem Umzug an den Wabash River endeten. Ähnlich wie die Illinoisstämme führten auch die Miami ständig Krieg gegen die Chickasaw und weitere südöstliche Stämme.

## Kultur

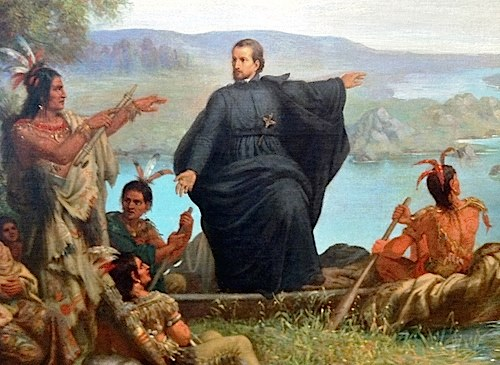
Jacques Marquette

Die ursprünglichen sechs Stämme der Miami waren unabhängig und hatten jeweils einen eigenen Häuptling. Ihre Sprache und Kultur war derjenigen der Illinois äußerst ähnlich. Die Miami waren für ihre langsame Sprechweise bekannt. Mehr als die der anderen Algonkinstämme an den Großen Seen wies ihre Kultur konkrete Verbindungen zur früheren Mississippi-Kultur auf. Bezeichnend war zum Beispiel der ungewöhnliche Respekt, der ihren Häuptlingen entgegengebracht wurde. Diese hatten eine Vorliebe für auffällige Kleidung. Die meisten Informationen über die frühe Miami-Kultur fallen in die Zeit von 1673 bis 1700 und beginnen mit der Reise von Jacques Marquette und Louis Joliet.

### Lebensunterhalt und Siedlungsmuster
Die traditionelle Lebensweise der Miami stellte eine Art von Mischökonomie dar, die zum einen Teil durch die Jagd, zum anderen durch den Ackerbau bestritten wurde und typisch für den Lebensraum an den Großen Seen war. Die Jagd diente in erster Linie dem Pelzhandel, so dass Tiere nur noch im Winter getötet wurden, wenn ihr Fell besonders wertvoll war. Im Sommer wurde der Fischfang bevorzugt. Lange vor dem neunzehnten Jahrhundert war der Bison von den Prärien östlich des Mississippi verschwunden und es gab keine gemeinsamen Büffeljagden mehr. Das Sammeln von Knollen und Wurzeln bestimmter Wildpflanzen war verbreitet und Kinder, Frauen, Männer und sogar Häuptlinge beteiligten sich daran. Ausgedehnte Maisfelder umgaben die Dörfer.
Wie alle Stämme der Region wechselten die Miami zwischen Sommerdörfern und Winterlagern. Im siebzehnten Jahrhundert bestanden die ovalen Sommerwigwams aus einem Gerüst von gebogenen Baumschösslingen, das mit Schilfmatten bedeckt war. Im späten achtzehnten Jahrhundert wurden sie durch Blockhäuser aus Baumstämmen ersetzt. Die Hütten eines Dorfes waren gewöhnlich unregelmäßig am Ufer eines Baches oder Flusses verteilt. So dehnte sich beispielsweise das Miamidorf am Eel River über fast fünf Kilometer Länge aus. In jedem Dorf gab es ein großes Rathaus, das ausschließlich öffentlichen Zwecken diente.

### Lebenszyklus

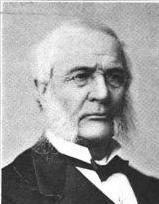
Charles Christopher Trowbridge

Ein Kind bekam normalerweise seinen Namen von einer älteren Frau, die von der Mutter ausgewählt und für den Dienst bezahlt wurde. Den Namen hatte sie in einem Traum erfahren, in dem ihr das Kind im Erwachsenenalter erschienen war. Der Name stammte gewöhnlich von einem Tier oder einem Naturereignis und musste zum Clan des Kindes passen. Erwachsene konnten ihren Namen wechseln, wenn er ihnen angeblich Krankheiten oder Unglück brachte. Sie baten in diesem Fall einen Freund oder eine Freundin um einen neuen Namen gegen ein angemessenes Geschenk.
Die Erziehung der Kinder erfolgte gewöhnlich ohne körperliche Züchtigungen. Sie bekamen von beiden Eltern Unterricht in gutem Benehmen. Jungen und Mädchen suchten in der Pubertät nach Visionen, wie der Ethnologe Charles Christopher Trowbridge 1823 berichtete. Es gab keinen Zusammenhang zwischen diesem Ereignis und der ersten Menstruation. Wenn Jungen und Mädchen als Erwachsene anerkannt werden wollten, bemalten sie ihr Gesicht mit roter Farbe (Zinnober). Der Junge musste zuvor einen Kriegszug begleiten.
Die Brautwerbung und Vorbereitungen zu einer Hochzeit waren sehr unterschiedlich und reichten von direkten Absprachen des Paares bis zu Vereinbarungen zwischen den beiden Familien. Allgemein üblich war, dass der junge Mann seine Auserwählte des Nachts in der Hütte ihrer Eltern besuchte. Er hielt ein brennendes Stück Rinde in der Hand und weckte sie auf. Lachend forderte sie ihn auf, das Haus zu verlassen und akzeptierte danach seinen Heiratsantrag. Bei seinem nächsten Besuch blieb er über Nacht und hinterließ am nächsten Morgen ein Geschenk als Beweis seiner ernsten Absichten. Danach ging er auf die Jagd, um seinen zukünftigen Schwiegereltern das erlegte Wild zu überreichen. Die Familie wurde eingeschaltet, wenn ein Verehrer sich einer positiven Antwort der jungen Frau nicht sicher war. Seine Eltern überbrachten ihrer Familie einige Geschenke, die danach mit ihrer Tochter den Heiratsantrag diskutierte. Stimmte sie zu, zog sie ihre besten Kleider an und sie gingen gemeinsam zur Hütte der zukünftigen Schwiegereltern.
Mit der Hochzeit verbunden war der Austausch von wertvollen Geschenken. Der Bräutigam überreichte dem Bruder der Braut zum Beispiel ein Pferd, ein Gewehr und andere Geschenke. Dieser erwiderte mit einem Braten, den seine Schwester ihrer Schwiegermutter brachte. Das junge Paar zog im Haus der Familie des Mannes ein (patrilokal).
Nach dem Tod eines Miami wurden dem Verstorbenen seine besten Kleider angezogen. Es folgte eine kurze Totenwache in seiner Hütte, bei der sich die trauernden Verwandten und Freunde um den aufgebahrten Leichnam versammelten. Obwohl die Erdbestattung üblich war, gab es auch die Bestattung in sitzender Position auf einem Gerüst oder einer Plattform. Die Familie wählte vier nicht verwandte Personen aus, die den Toten zum Grab brachten. Außer dem Silberschmuck und anderen Wertsachen, die zur Kleidung des Toten gehörten, waren die Grabbeigaben auf Nahrung und Getränke begrenzt. Nach der Beerdigung aßen die Trauernden eine Kleinigkeit am Grab, bevor sie nach Hause gingen. In den folgenden vier Nächten hielt ein älterer Verwandter desselben Geschlechts wie der oder die Verstorbene am Grab Wache, um zu verhindern, dass ein Zauberer den Leichnam stahl. Manchmal brachten auch Frauen Lebensmittel zum Grab, um den Toten zu füttern, und luden einen Freund ein, um das Mahl zu verzehren. Ein Jahr nach dem Tod eines Elternteils wurde eine Adoptions-Zeremonie abgehalten, bei der die adoptierte Person Kleidung und Wertsachen aus dem Besitz des Toten erhielt, den sie ersetzen sollte. Diese Geschenke wurden später in Form von Lebensmitteln und Pelzen erwidert.
Ein Kriegsgefangener, der in diesem Sinne adoptiert wurde, nahm tatsächlich die Position des Toten ein, wurde Mitglied des Haushalts und heiratete die Witwe. Die Adoptions-Zeremonien markierten das formelle Ende der Trauerzeit. Die überlebenden Ehefrauen mussten in der Trauerzeit besonders strenge Einschränkungen befolgen, wie zum Beispiel Verzicht auf Feiern und auf ein gepflegtes Aussehen.

### Soziale Organisation
Trowbridge beschrieb ein System von fünf patrilinealen Clans, nämlich Little Turtle (Kleine Schildkröte), Snow Thaws (Tauender Schnee), Racoon (Waschbär), Turkey (Truthahn) und Moon (Mond). Richard G. Morgan hingegen listete zehn Clans auf: Wolf, Loon (Seetaucher), Golden Eagle (Goldadler), Turkey (Truthahn), Buzzard (Bussard), Panther, Racoon (Waschbär), Snow (Schnee), Sun (Sonne) und Water (Wasser). Die Clans übernahmen ursprünglich Funktionen der Stammesführung. Darüber hinaus kümmerten sie sich um die Namensgebung und spielten eine entscheidende Rolle bei Zeremonien, Ritualen und rituellen Aspekten bei Kriegszügen. Um 1860 verschwand das Clansystem nach und nach aus dem Leben der Miami.
Trowbridge berichtete außerdem über eine Zweiteilung des Stammes und der Clans, wobei die eine Gruppe mit Sky (Himmel) und die andere mit Earth (Erde) bezeichnet wurde. Es handelte sich hier um sogenannte Moieties, die denen der Chiwere- und Dhegiha-Sioux ähnelten. Auch die Moieties der Miami existierten um 1860 nicht mehr.

### Politische Organisation

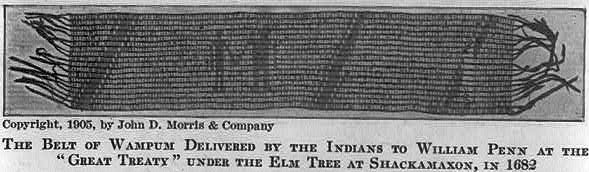
Dieser Wampum-Gürtel wurde William Penn 1682 beim „Great Treaty“ überreicht

Es gab eine strikte Trennung zwischen den Funktionen der Dorf- und der Kriegshäuptlinge. Dorfhäuptlinge hatten Verwaltungsaufgaben und führten Friedensverhandlungen. Sie durften an keinem Kriegszug teilnehmen. Ihr Besitz stand jedem Stammesmitglied zur Verfügung und sie erhielten im Gegenzug erlegtes Wild und Pelze nach der Winterjagd. Das Amt der Dorfhäuptlinge wurde patrilinear vererbt. Hatte ein Häuptling keinen Sohn, ging das Amt auf den Sohn einer Tochter über. Die Erbfolge wurde vom Stammesrat überprüft. Alle Häuptlinge wurden von sogenannten Sprechern unterstützt, deren Amt ebenfalls erblich war. Ein Sprecher konnte als Regent eines minderjährigen Häuptlings fungieren, bis dieser mündig war. Trowbridge berichtete von der Existenz weiblicher Häuptlinge, gewöhnlich waren es die Töchter von Häuptlingen. Dorfhäuptlinge überwachten zum Beispiel Veranstaltungen, bei denen die Versorgung der Krieger vor Kriegszügen organisiert wurde. Sie konnten das Ende einer Blutfehde verlangen oder die Beendigung eines zu lange dauernden Krieges.
Bei einem Mordfall innerhalb des Stammes konnte die Familie des Opfers entweder eine Entschädigung akzeptieren oder den Tod des Mörders verlangen. Allerdings konnte diese Aktion eine Blutfehde auslösen. Ein Mann hatte das Recht, eine des Ehebruchs überführte Frau zu töten und musste keine Vergeltung befürchten.
Kriegshäuptlinge hatten ebenfalls ein erbliches Amt und unterschieden sich von Dorfhäuptlingen nur durch ihre Funktionen. Laut Trowbridge gab es in jedem Clan einen erblichen Kriegshäuptling. Der bekannteste Kriegshäuptling der Miami war Little Turtle. Drohte ein Krieg, wurde ein roter Wampum-Gürtel zu allen Kriegshäuptlingen geschickt. In einer Ratsversammlung entschieden sie sich für oder gegen den Kriegseintritt des Stammes. Im Kriegsfall wurden die Krieger zusammengerufen und über Gründe und Pläne unterrichtet. In der Nacht vor dem Abmarsch brachten die beteiligten Krieger ihre Heiligen Bündel zum Rathaus. Hier wurden alle Bündel zu einem großen Paket zusammengeschnürt und einem Schamanen übergeben, der den Kriegszug anführte. Danach folgte ein die ganze Nacht hindurch andauernder Kriegstanz. War der Kriegszustand ausgerufen, konnten Kriegshäuptlinge auch kleinere Einheiten zusammenstellen, die zum Beispiel aus Mitgliedern ihres Clans oder ihres Dorfes bestanden. Derartige Gruppen konnten ohne öffentliche rituelle Vorbereitung, jedoch immer mit dem Heiligen Bündeln aller Beteiligten in den Kampf ziehen. Jüngere Männer mussten den erfahrenen Kriegern bestimmte Dienste leisten, wie zum Beispiel Essen zubereiten, Feuerholz und Wasser holen sowie ihre Mokassins ausbessern. Die Einteilung nach Alter wurde auch des Nachts am Lagerfeuer beibehalten, wenn beide Gruppen auf den gegenüberliegenden Seiten des Feuers schliefen.
Bei einem verlorenen Kriegszug oder wenn viele Tote zu beklagen waren, kehrten die Teilnehmer ohne Zeremonien oder öffentliches Aufsehen ins Dorf zurück. Die Teilnehmer eines erfolgreichen Kriegszugs jedoch wurden bei ihrer Rückkehr mit lauten Rufen begrüßt. Am Dorfrand begannen sie mit dem Büffeltanz und erreichten schließlich tanzend das Rathaus. Hier war inzwischen das Heilige Bündel jedes Teilnehmers aufgehängt worden. Zwei ältere Frauen übernahmen sie in ihre Obhut und dankten der Gottheit mit Gesang für die sichere Heimkehr der Gruppe. Wenn der Name eines Kriegers in ihrem Gesang genannt wurde, spendete ihnen dieser ein Kleidungsstück, Perlen oder ein Tierfell. Am Abend endete die Siegesfeier und die Teilnehmer kehrten in ihre eigenen Hütten zurück.

### Religion
Aus frühen Berichten der französischen Missionare geht hervor, dass die Miami an eine übernatürliche Gottheit glaubten, die Master of Life (Herr des Lebens) genannt wurde, wobei die Sonne die Hauptrolle in ihren Ritualen spielte.
Kinder beiderlei Geschlechts begannen frühzeitig mit Übungen für die Visionssuche, die unter anderen mit Fastenzeiten unterschiedlicher Länge bestanden. Als Merkmal färbten Jungen ihr Gesicht mit Farbe oder Holzkohle schwarz. Mädchen waren beim Fasten gewissenhafter und bemalten sich mit Erde. Erst in der Pubertät begann eine umfassende Fastenzeit und schließlich kam die erste Vision, gewöhnlich in Gestalt eines Tieres.
Die Rituale der Miami waren bis ins Detail nach denen der Midewiwin ausgerichtet. Ein derartiges Ritual wurde zum Beispiel abgehalten, um die glückliche Heimkehr einer Kriegstruppe zu erbitten. Die Anwesenheit aller Dorfbewohner war dabei zwingend notwendig. Der Zeremonienmeister suchte in Begleitung von vier älteren Männern oder Frauen jede Hütte auf, um den Beginn der Zeremonie anzukündigen. Ein Altar mit mehreren Bärenfellen, deren Köpfe grün bemalt waren, wurde von allen Teilnehmern im Vorbeigehen gegrüßt. Die aktivsten Mitwirkenden beim Ritual waren die Jongleure, Medizinmänner und Zauberer, die sich für einen Scheinkampf in zwei Gruppen aufteilten. Dabei benutzten sie Beutel, Schlangenhäute und Otterfelle, um sich gegenseitig zu schlagen. Manche fielen scheinbar tot um und erwachten später wieder zum Leben. Die Zeremonie dauerte insgesamt fünf Tage und Nächte. Zahlreiche Hunde wurden geopfert und ihre Knochen anschließend verbrannt. Laut Trowbridge veranstaltete jede Familie drei- bis viermal jährlich ein rituelles Festessen für den Master of Life und in Kriegszeiten sogar noch öfter. Ein Verzicht auf das Ritual konnte, nach dem Glauben der Miami, zu ernster Krankheit führen.

## Geschichte

### Handel mit den Franzosen und Biberkriege

Politische Territorien und Forts in Nordamerika um 1750

In der zweiten Hälfte des siebzehnten Jahrhunderts lebten die Miami offenbar in der Region am Südende des Michigansees. Zum Unterschied zu anderen Stämmen an den Großen Seen gelang es den Irokesen im Verlaufe der Biberkriege nicht, alle Miami aus ihrem Territorium zu vertreiben. Berichte über Miami, die am Mississippi oder sogar weiter westlich davon gesehen wurden, bezogen sich offenbar eher auf Jagdlager als auf dauerhafte Dörfer. Spätestens ab 1654 hatten sie Kontakt zu französischen Händlern, doch belastbare Berichte gibt es erst seit dem Jahr 1670, als Teile der Miami gemeinsam ein Dorf mit den Mascouten und anderen Stämmen in Wisconsin bewohnten. Fälschlicherweise wurde im Bericht behauptet, dass es sich um sämtliche Angehörige der Miami handeln würde. Tatsächlich war es wohl ein Außenposten des Stammes, der besseren Zugang zu den französischen Waren hatte. Der freundliche Empfang von Perrot und anderen französischen Besuchern bestätigt diese Interpretation.
Um 1680 waren die Miami in ihr Territorium zurückgekehrt, das sie vor dem europäischen Kontakt bewohnt hatten. Das Gebiet erstreckte sich vom Saint Joseph River über Indiana und Illinois bis zum Mississippi. Obwohl sie manchmal als aufsässig beschrieben wurden, galten die Miami sprechenden Stämme als lockere Alliierte der Franzosen, solange die Bedrohung durch die Irokesen bestand. Doch sie schätzten ebenfalls die günstigen Angebote der englische Händler. Dieser Gesichtspunkt war vermutlich der Anlass zum Umzug im frühen achtzehnten Jahrhundert. Mehrere Gruppen vom Saint Joseph River zogen zum oberen Wabash River und an die Quellflüsse des Maumee River, wo sie sich mit den dortigen Miami vereinigten.
Die Miami waren sogar zeitweilig mit den Irokesen alliiert, als diese die Illinois-Stämme, ihre alten Feinde, angreifen wollten. Im Herbst 1680 verbanden sie sich mit einer Seneca-Streitmacht, die Fort Crèvecoeur und die dortigen Dörfer der Illinois überfiel. Die Franzosen flohen nach Green Bay, die Illinois jedoch blieben und wurden vernichtend geschlagen.
Die Allianz mit den Irokesen war plötzlich vorbei, als die Miami einigen Shawnee auf ihrem Territorium Zuflucht gewährten. Die Shawnee waren erbitterte Feinde der Irokesen. Die Miami wechselten die Seiten und ersuchten La Salle, als Vermittler zwischen ihnen und den Illinois zu fungieren. Um 1682 zogen sie in die Nähe von Fort Saint Louis, La Salles neuem Handelsposten am Illinois River. Inzwischen lebten rund 20.000 Algonkin am Illinois River, mit denen die Franzosen intensiven Handel betrieben. Die Seneca betrachteten diese Entwicklung mit Argwohn und kehrten 1684 mit einer Streitmacht zurück. Sie griffen zunächst Miami-Dörfer in Indiana an, um danach westwärts zu ziehen und Fort St. Louis zu erobern. In Illinois trafen sie auf die neue Allianz zwischen Miami, Illinois und Franzosen und verloren die Schlacht. Diese Niederlage der Seneca gilt als der Wendepunkt in den Biberkriegen. Die Franzosen verstärkten danach ihre Forts und begannen, Waffen an die Algonkinstämme an den Großen Seen zu liefern sowie eine Allianz gegen die Irokesen zu bilden.
Gleichzeitig mit dem King William’s War (1688–1697) zwischen England und Frankreich startete die Allianz ihre Offensive gegen die Irokesen. Diese hatten der Algonkin-Streitmacht wenig entgegenzusetzen und zogen sich bis in ihr Wohngebiet in New York zurück. Nachdem die Bedrohung durch die Irokesen gebannt war, kehrten die Miami um 1700 nach Indiana zurück und errichteten ihre Dörfer entlang des oberen Wabash und Kankakee Rivers, während sich die Wea und Piankashaw am mittleren und unteren Wabash River niederließen. Im Großen Friedensvertrag von Montreal 1701 zwischen den Irokesen, den Franzosen und vierzig weiteren Stämmen, wurden die sechzig Jahre dauernden Biberkriege offiziell beendet.

### Kolonialkriege und Amerikanische Revolution
Nach mehreren vergeblichen Versuchen, die Umzüge der Miami-Stämme rückgängig zu machen, errichteten die Franzosen für jeden Stamm einen speziellen Handelsposten. Fort Miami am Standort des späteren Fort Wayne wurde für die Miami angelegt, während Ouiatanon bei Lafayette für die Wea und Kickapoo und Vincennes für die Piankashaw und Mascouten als Handelsposten diente. Diese Einrichtungen wurden letztlich unentbehrlich für die Stämme, denn sie dienten nicht nur zur Versorgung mit europäischen Handelswaren, sondern boten auch Dienstleistungen an, wie denen des Hufschmieds.
Eine unbekannte Epidemie, möglicherweise Malaria, grassierte um 1714 im Einzugsbereich des oberen Mississippi und verursachte einen heftigen Bevölkerungsrückgang bei den Miami und Illinois. Zahlreiche ältere Häuptlinge fanden den Tod und die jüngeren fühlten sich nicht mehr an die Verträge mit den Franzosen gebunden und wandten sich den britischen Händlern zu. Deren Waren standen im Ruf, besser und billiger als die Handelsgüter der Franzosen zu sein.
1747 gelang es englischen Händlern, eine band der Miami von den Franzosen abzuwerben. Die Angehörigen zogen an den Great Miami River im südwestlichen Ohio. Innerhalb kurzer Zeit war die Siedlung stark angewachsen und stellte für die französischen Interessen eine Bedrohung dar. Die Franzosen in Detroit setzten eine Expedition in Marsch, die das Miami-Dorf zerstörte und die französische Vorherrschaft wieder herstellte. Wachsende Unzufriedenheit mit der englischen Politik trieb die Miami zur Teilnahme am Pontiac-Aufstand.
Im Amerikanischen Unabhängigkeitskrieg (1776–1783) standen die Miami auf britischer Seite, denn ihnen war klar, dass ihr Land unwiederbringlich verloren war, wenn die Amerikaner siegen würden. Auch nach dem formalen Frieden von Paris (1783) zwischen Amerikanern und Briten spielten die Miami noch zehn Jahre lang eine führende Rolle in der indianischen Koalition, die den Krieg gegen die Amerikaner weiterführte. Die Piankashaw dagegen kämpften auf der Seite der Amerikaner und wurden für diese Wahl heftig bestraft. Der Zusammenbruch des Handelsnetzwerks zwang sie dazu, in Ermanglung von Feuerwaffen und Munition wieder mit Pfeil und Bogen zu jagen und den Ackerbau aufzugeben, weil sie kein Saatgut mehr bekamen. Die Wea verkündeten zunächst ihre Unabhängigkeit, um dann der indianischen Koalition beizutreten.

### Little Turtle

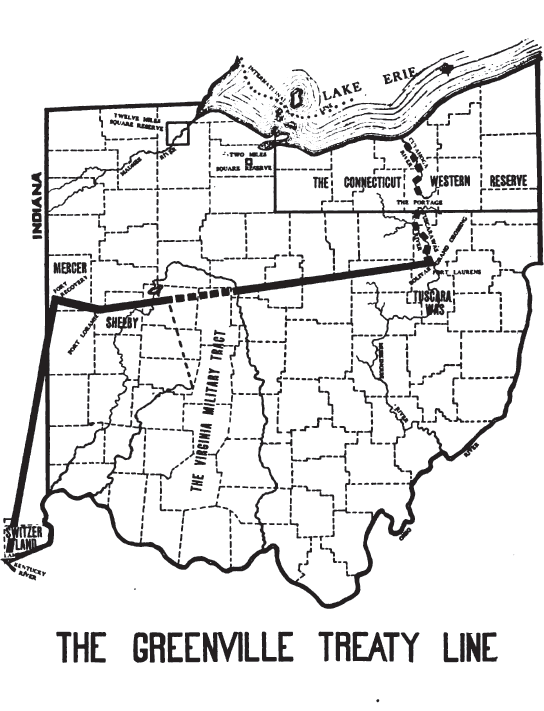
Die im Greenville-Vertrag festgelegte Grenze in Ohio und Indiana

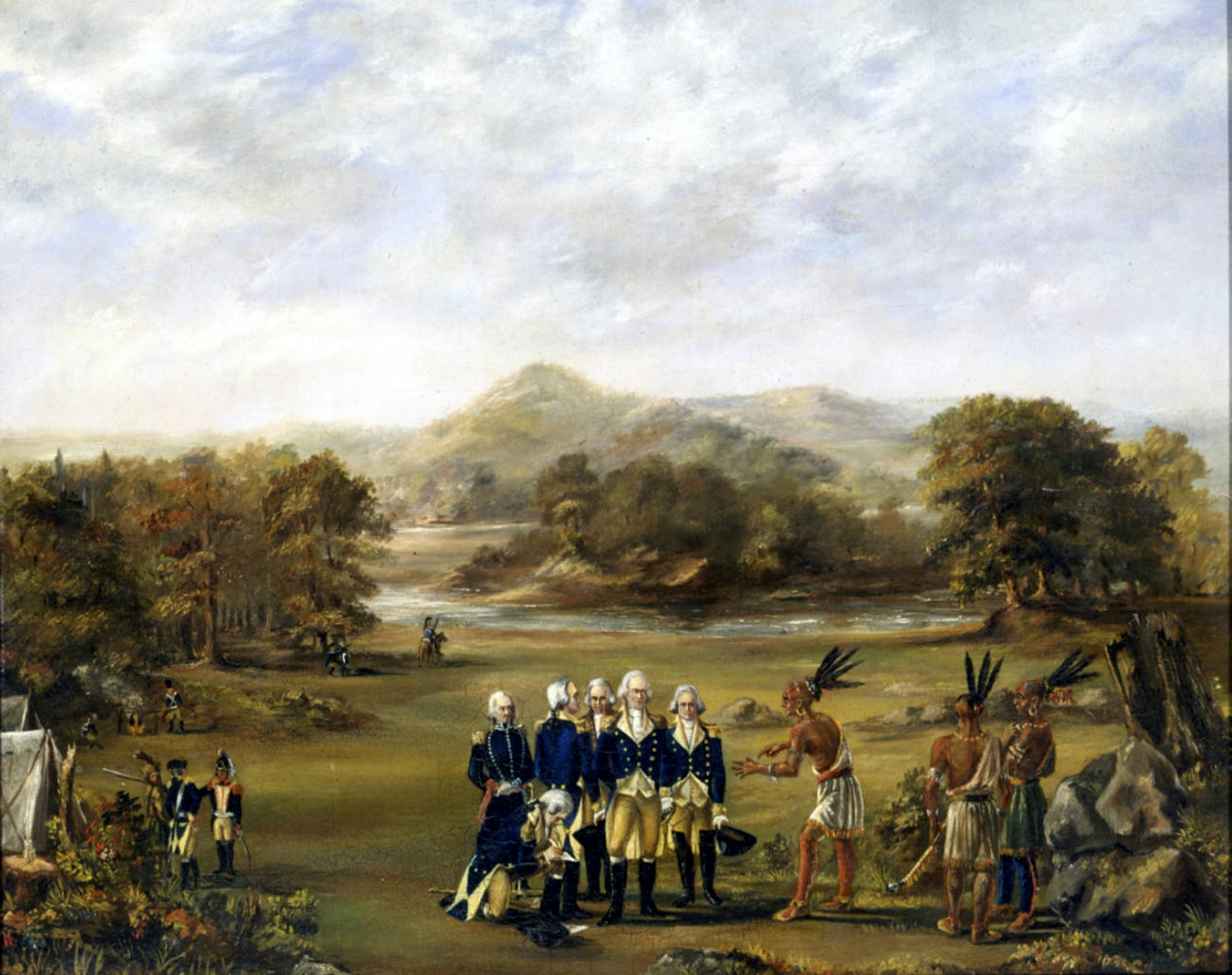
Vertragsverhandlungen in Greenville 1795

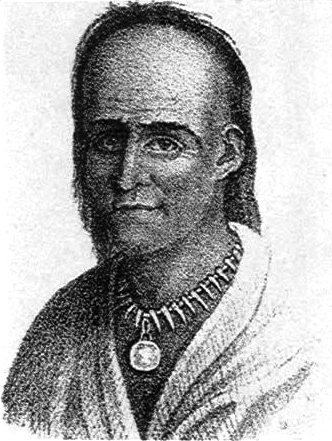
Häuptling Little Turtle

In den ersten Jahren des Krieges gegen die Amerikaner war das Territorium der Miami weit genug vom Kriegsgeschehen entfernt, um als Rückzugsgebiet für die beteiligten Stämme zu dienen. Das galt besonders für die Shawnee und andere Stämme, deren Dörfer und Nahrungsvorräte zerstört worden waren. Gegen Ende des Krieges ereilte allerdings die Miami-Dörfer dasselbe Schicksal. Unter ihrem Kriegshäuptling Little Turtle erreichten die Miami beachtliche Erfolge. 1780 besiegten sie eine Expedition unter Augustin de la Balme, die sie bei Fort Wayne in einen Hinterhalt lockten. Weitere Niederlagen brachten sie den Amerikanern 1790 unter Josiah Harmar und 1791 unter Arthur St. Clair bei, bei der die Amerikaner 630 Gefallene zu beklagen hatten und die zu den verlustreichsten Schlachten zwischen Weißen und Indianern überhaupt gehört. Die Siegesserie der indianischen Koalition endete 1794 mit der Niederlage gegen die Amerikaner in Schlacht von Fallen Timbers und dem Vertrag von Greenville. Die Miami und weitere neun Stämme der Koalition akzeptierten die amerikanischen Bedingungen. Im Austausch für Waren im Werte von 20.000 US-Dollar, wie Decken, Werkzeuge und Haustiere, überließen die Indianer den Vereinigten Staaten große Teile des heutigen Ohios, den zukünftigen Standort von Chicago und das Gebiet um Fort Detroit. Die Miami widerstanden Tecumsehs Bestrebungen, eine neue Koalition gegen die Vereinigten Staaten zu bilden und blieben auch im Krieg von 1812 neutral, obwohl ihre Dörfer von den Amerikanern angegriffen wurden.

### Verlust des Stammeslands und Zwangsumsiedlung
Im neunzehnten Jahrhundert schrumpfte die Mitgliederzahl aller drei Miami-Stämme rapide. Dieser Rückgang begann bei den Piankashaw schon 1796. Auf amerikanischen Druck hin verkauften sie 1814 ihr Land und wurden nach Missouri umgesiedelt. Die Wea folgten ihnen zu Beginn der 1820er Jahre. Die Miami verkauften ebenfalls einen Teil ihres Landes, widersetzten sich aber zunächst einer Zwangsumsiedlung. Ihre Kultur verfiel und Bestrebungen zur Anpassung an die amerikanische Lebensweise scheiterten. Die Ursachen sind unklar – möglicherweise lag es an ihrem relativen Wohlstand, der auf die jährlichen Rentenzahlungen für ihre Landverkäufe zurückzuführen war. Diese Tatsache führte teilweise zur wirtschaftlichen Ausbeutung durch die sie umgebenden amerikanischen Nachbarn. Für ihre traditionelle Lebensweise gab es keinen gleichwertigen Ersatz und wachsender Demoralisierung zufolge verfielen zahlreiche Miami dem Alkohol. 1846 wurde ein Teil des Stammes von der Armee nach Kansas zwangsweise umgesiedelt, wo ihre Bevölkerung weiterhin abnahm. Sie zogen schließlich ins nordwestliche Oklahoma und traten um 1870 einer Konföderation bei, die von den Wea, Piankashaw und Peoria gebildet worden war. 323 Miami wurden 1950 in Oklahoma gezählt, während über 700 noch in Indiana lebten. Die westlichen Miami in Oklahoma sind als Miami Tribe of Oklahoma bundesstaatlich anerkannt worden, während sich die östlichen Miami in Indiana als Miami Nation of Indiana bezeichnen und noch auf ihre Anerkennung warten.

## Demografie
Die Miami wurden zur Zeit des ersten europäischen Kontakts auf 4.000 bis 5.000 Stammesangehörige geschätzt. 1718 gab es laut Schätzungen mindestens 5.600 in der gesamten Miami-Gruppe, von denen rund 1.600 zu den Miami gehörten. 1736 waren es nur noch 2.200 bzw. 800 Personen, eine wahrscheinlich zu niedrige Schätzung. Die Zahlen aus dem Jahr 1765 lauten 1.000 Miami, 1.200 Wea und 1.200 Piankashaw. Um 1840 war die Miami-Bevölkerung stark geschrumpft und belief sich auf 700 Miami, 200 Wea und 100 Piankashaw. Die zwangsweise nach Kansas umgesiedelten Stammesmitglieder reduzierten sich sogar von 500 im Jahr 1846 auf 91 in 1868.
Laut US-Zensus 2000 gab es 569 Oklahoma-Miami und 557 Indiana-Miami, während sich die Gesamtzahl der Miami in den Vereinigten Staaten auf 3.811 belief.

## Heutige Stämme und Gruppen der Miami
Heute gibt es nur zwei auf Bundesebene anerkannte Stämme (sog. federally recognized tribes) der Miami bzw. mit Miami-Nachfahren; zudem gibt es weitere Stämme und Gruppen, die einst in Verträgen seitens der USA anerkannt wurden und später ihren Status verloren oder um eine Anerkennung als Stamm ersuchen.

### Federally recognized Tribes (Stämme) der Miami
- Miami Tribe of Oklahoma (auch: Western Miami / Oklahoma Miami genannt; wurden 1832 zum Marais des Cygnes River im östlichen Kansas umgesiedelt, im Gegenzug zu anderen Stämmen mit Miami-Nachfahren verlor der Miami Tribe of Oklahoma nie seine Federal Recognition als Stamm. Verwaltungssitz und Hauptort: Miami, Oklahoma, Population (2011): 3.908 eingetragene Stammesmitglieder, nur 775 leben tatsächlich in Oklahoma, weitere ca. 500 Stammesmitglieder in ihrer alten Heimat Indiana)
- Peoria Tribe of Indians of Oklahoma (besteht aus jeweils zwei bedeutenden Teilstämmen der „Illinois/Inoca“- als auch der „Miami/Myaamiaki“-Konföderation; die Peoria mit Überlebenden der Moingwena waren bereits 1763 ins Missouri-Territorium emigriert, 1818 traten sie im Treaty of Edwardsville alle Landansprüche in Illinois an die USA ab und 1832 im Treaty of Lewisville verkauften sie alles Land in Missouri im Austausch für ein Reservat entlang des Osage River im Kansas-Territorium. Krankheiten und Stammeskriege reduzierten rapide ihre Bevölkerung, so dass sie die verwandten Kaskaskia (mit Überlebenden der Cahokia, Coiracoentanon, Chepoussa, Maroa, Tamaroa und Michigamea) gerne aufnahmen. Nachdem 1846 auch die Wea und Piankashaw (zusammen mit Nachfahren der Pepikokia) ebenfalls nach Kansas umsiedeln mussten, schlossen sich 1849 die vier dominierenden Stämme – Peoria, Kaskaskia, Piankeshaw und Wea – formal zu den Confederated Peoria zusammen. 1873 kamen weitere Miami hinzu und der Stamm erhielt den Namen United Peoria and Miamis, während der Termination wurde ihnen 1959 die Federal Recognition als Stamm aberkannt, jedoch wurde der Status 1978 wieder zuerkannt. Verwaltungssitz und Hauptort: Miami, Oklahoma, Population (2011): 2.925 eingetragene Stammesmitglieder, nur 777 leben tatsächlich in Oklahoma)[2]

### Weitere Stämme und Gruppen
Folgende Stämme und Gruppen sind weder “state recognized tribes” noch “federally recognized tribes”, d. h., sie sind weder durch einen Bundesstaat noch auf Bundesebene als Stamm anerkannt, es handelt sich hierbei meist um Gruppen, die sich weigerten nach Westen umgesiedelt zu werden bzw. mittels vertraglich seitens der USA zugesicherten Landansprüchen in kleinen Reservaten versuchten, ihre Identität zu wahren und der Umsiedlung zu entgehen:
- Miami Nation of Indiana (auch: Eastern Miami / Indiana Miami genannt; in den Verträgen mit den USA meist als The Tribe of Miami Indians of Indiana bezeichnet, seit 5. Juni 1854 auf Bundesebene als Stamm vertraglich anerkannt, wurde 1897 ihnen die Federal Recognition als Stamm entzogen, auch mehrere Versuche eine State Recognition durch Indiana zu bekommen schlugen fehl, da der Bundesstaat rechtliche sowie wahrscheinlich auch finanzielle Vorbehalte gegenüber der Anerkennung hatte, da dies zugleich dem Recht entsprach, ins Glücksspiel mittels der Errichtung von Kasinos durch den Stamm einzusteigen. Seitdem versuchen sie ihre Traditionen, Religion, Sprache und Identität mittels des rechtlichen Schutzes einer 501(c)(3) organization zu wahren. Verwaltungssitz und Hauptort: Peru, Indiana)
- Eel River Tribe of Miamis (da sie vertraglich seitens der US-Regierung immer als zwar verwandt jedoch unabhängiger Stamm gegenüber den Miami, Piankashaw und Wea angesehen wurden, konnten sie ihre Landansprüche 1818 mittels der 46.000 Acre großen Thorntown Indian Reservation in Boone County, Indiana, sichern – Hauptort war Ka-wi-a-ki-un-gi Village („Platz der Dornen“, engl.: Thorntown), jedoch verkauften sie das Reservatsland bereits 1828 an die USA, ihre Nachfahren sind heute meist Teil der Miami Nation of Indiana)
- Wea Tribe (viele Wea weigerten sich ebenfalls die Zwangsumsiedlung mitzumachen und blieben in ihrer alten Heimat Indiana, sie wurden daher in den Verträgen als Wea on the Wabash oder als Wabash Wea bezeichnet)
- Wea Indian Tribe of Indiana (siehe Erklärungen zum „Wea Tribe“)

## Persönlichkeiten
- Francis Godfroy (Palaanswa) (*ca. 1788 – † Mai 1840, Palaanswa / Palawonza war die Aussprache seines französischen Vornamens in Miami, bedeutender Führer mehrerer Miami-Dörfer entlang des Mississinewa River in Indiana, sicherte erfolgreich teilweise mittels kriegerischen Mitteln – siehe “Battle of the Mississinewa” – jedoch meist durch Verträge einen Großteil der verbliebenen Landansprüche in Indiana, das Land wurde nach der Miami-Umsiedlung von 1846 eine Zufluchtsstätte für flüchtende landlose Miami, wurde 1830 zum Kriegshäuptling der Miami gewählt)
- Tetinchoua, Häuptling im 17. Jahrhundert
- Little Turtle (Mihšihkinaahkwa) (*ca. 1747 — †14. Juli 1812, Mihšihkinaahkwa – „Große Mittelländischen Zierschildkröte“, sein Name beinhaltet keinen Diminutiv – im Gegenteil mih bedeutet meist „groß“, die übliche Bezeichnung könnte darauf verweisen, dass es vor ihm einen weiteren Häuptling gleichen Namens gab (The Turtle genannt), Kriegshäuptling im 18. Jahrhundert, neben dem Shawnee-Kriegshäuptling Blue Jacket bedeutendster Anführer während des Northwest Indian War 1785–1795 auch bekannt als Little Turtle's War)
- Meemeehšihkia (La Demoiselle / Old Briton) (* ca. 1695 – † 21. Juni 1752, Meemeehšihkia / Memeskia – „Großlibelle“, den Franzosen feindlich gesinnter Piankashaw-Häuptling, etablierte entlang des Great Miami River in Nähe des von den Briten kontrollierten Ohio-Gebiets eine neue bedeutende Miami-Siedlung namens Pinkwaawilenionki / Pickawillany, im Juni 1752 griffen 250 Ojibwa und Ottawa unter Führung des Métis-Häuptlings Charles Langlade von Fort Michilimackinac aus die Dörfer der Miami und den britischen Handelsposten in Piqua an, hierbei wurde Meemeehšihkia / Memeskia getötet und sein Körper – wegen seiner Freundschaft zu den Briten – gekocht und teilweise rituell verspeist; diese Niederlage öffnete die Besiedlung des Gebiets für die nach Westen strebenden Shawnee)
- Pacanne / P'Koum-Kwa (* ca. 1737 - † 1816, Pacanne / P'Koum-Kwa, war neben Little Turtle einer der führenden Häuptlinge der Miami während des späten 18. und des frühen 19. Jhd., er war der Bruder von Tacumwah / Taucumwah, der Mutter von Häuptling Jean Baptiste Richardville (Pinšiwa / Peshewa), ihre Familie kontrollierte die Long Portage, ein ca. 13 km langes Landstück zwischen dem Maumee und Wabash Rivers das Händler und Reisende zwischen Kanada und Louisiana nutzten und waren daher einer der einflussreichsten Familien der Atchatchakangouen in Kekionga, als Häuptling und Geschäftsmann war Pacanne / P'Koum-Kwa oft unterwegs und wurde während seiner Abwesenheit von seiner Schwester sowie den benachbarten Little Turtle, Häuptling der Kineepikomeekwaki sowie von Le Gris (Nagohquangogh), Häuptling der Kiteepihkwana, vertreten – seine oftmalige Abwesenheit führte dazu, dass die Briten und Amerikaner dachten, in Wahrheit sei Le Gris / Nagohquangogh der führende Häuptling in Kekionga – einen weiblichen Häuptling, wie es Tacumwah / Taucumwah war, konnten sie sich nicht vorstellen)
- Francis La Fontaine (Topeah) (* ca. 1810 – † 1847, wurde nach dem Tod von Pinšiwa / Peshewa letzter anerkannter Oberhäuptling der Miami)
- Jean Baptiste de Richardville (Pinšiwa / Peshewa) (*ca. 1761 – †13. August 1841, auch als John Richardville bekannt, Pinšiwa / Peshewa – „Rotluchs“ war der Sohn des weiblichen Häuptlings Tacumwah / Taucumwah und somit Neffe des Häuptlings Pacanne / P'Koum-Kwa und ebenfalls ein bekannter Händler, Unterhändler sowie von 1785 bis zu seinem Tod 1841 anerkannter Oberhäuptling der Miami, Pinšiwa / Peshewa war bei seinem Tod angeblich der reichste Mann im Staat Indiana)
- Frances Slocum (Maconaquah), adoptiertes weißes Mitglied der Miami
- William Wells (Apekonit), adoptiertes weißes Mitglied der Miami